# Corvina Kiadó

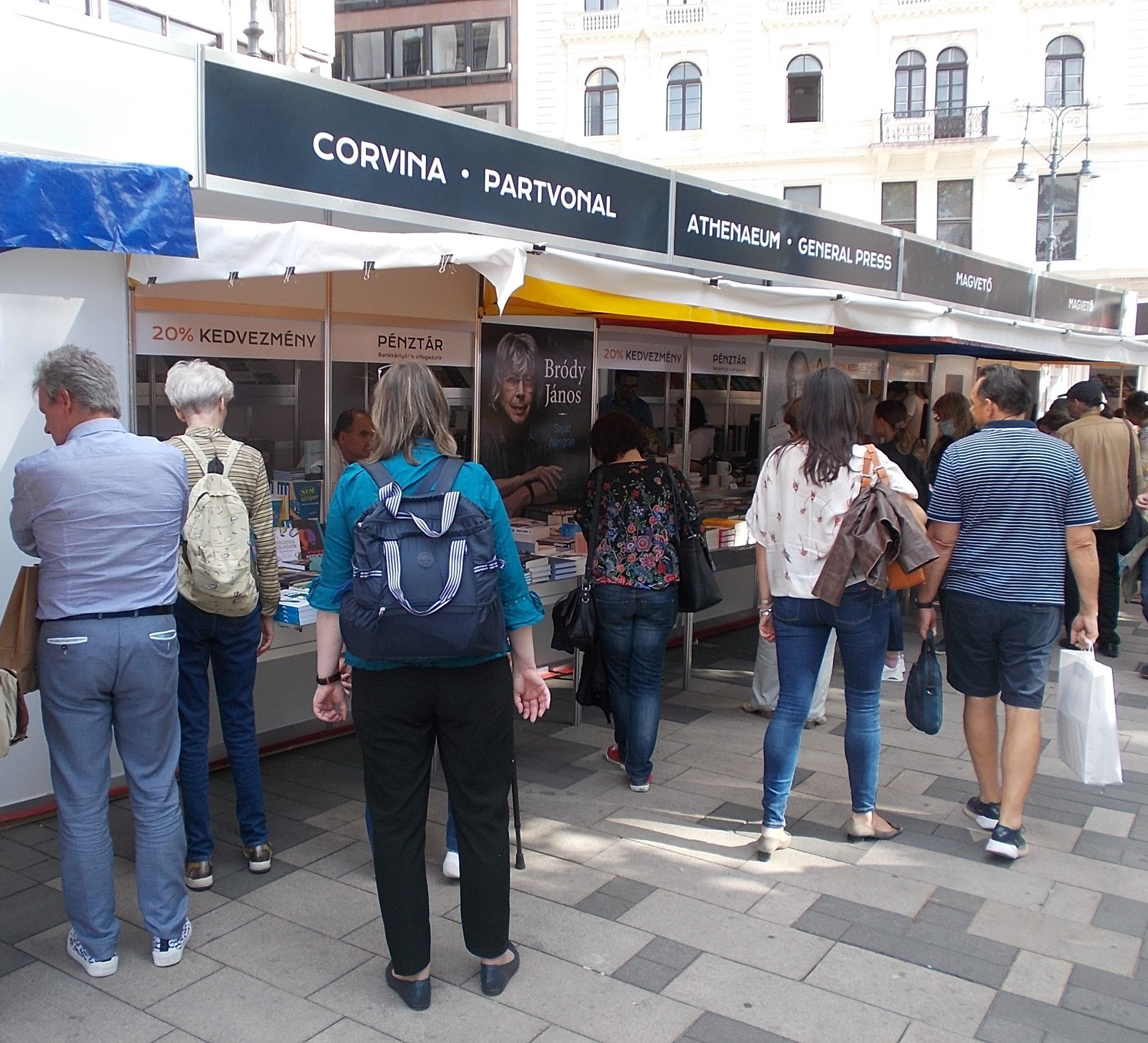
Stand des éditions Corvina à la 92e fête du Livre de Lipótváros en 2021.

Corvina Kiadó est une maison d'édition hongroise fondée en 1955. Son siège se trouve à Budapest. Elle publie notamment des classiques de la littérature hongroise en anglais, allemand, français et espagnol,.